# Nationalisme ogoni

Drapeau ogoni conçu par le Mouvement pour la survie du peuple ogoni (MOSOP).

Le nationalisme ogoni est une idéologie politique qui soutient l'autodétermination du peuple ogoni. Les Ogonis sont l'un des nombreux peuples autochtones de la région du sud-est du Nigeria. Ils comptent environ 1,5 million d'habitants et vivent sur un territoire de 1 050 km2, qu'ils appellent aussi Ogoni, ou Ogoniland. Ils partagent les mêmes problèmes environnementaux liés au pétrole avec le peuple Ijaw du delta du Niger.
Les Ogoni gagnent l'attention internationale en 2014, après une vaste campagne de protestation publique contre Shell menée par le Mouvement pour la survie du peuple ogoni (MOSOP),. Le recours à des méthodes non-violentes pour promouvoir les principes démocratiques aide le peuple ogoni à exercer son droit à l'autodétermination en ce qui concerne les questions environnementales dans le delta du Niger, les droits culturels et les pratiques du peuple ogoni.